# جان روبرت
جان روبرت هو ملحن بلجيكي، ولد في 25 يونيو 1908 في بروكسل في بلجيكا، وتوفي في 28 فبراير 1981.

## وصلات خارجية
- جيان روبرت على موقع ميوزك برينز (الإنجليزية)
- جيان روبرت على موقع ميوزك برينز (الإنجليزية)
- جيان روبرت على موقع ديسكوغز (الإنجليزية)